# Bernard Pras
Bernard Pras (Roumazières-Loubert, 1952) é um  artista plástico francês. Vive e trabalha em  Montreuil, França. Tornou-se conhecido por apresentar, sob outras perspectiva, retratos clássicos e da arte pop, por meio de técnicas de aquagravura, por ele inventada, e de transformação de sucata em obra de arte.